# Самуил (патриарх Константинопольский)
Патриа́рх Самуи́л (греч. Πατριάρχης Σαμουήλ Α΄; в миру Скарла́тос Хандзери́с, греч. Σκαρλάτος Χαντζερής; ум. 10 мая 1775, остров Халки) — епископ Константинопольской православной церкви. Архиепископ Константинополя — Нового Рима и Вселенский Патриарх в 1763—1768 и 1773—1774 годах.

## Биография
Обучался в Великой школе нации на Фанаре. В молодом возрасте был рукоположён в сан диакона и позже стал архидиаконом патриарха Паисия II.
В 1731 году был избран и рукоположён митрополитом Дерксим.
24 мая 1763 года избран патриархом Константинопольским, хотя считал, что он был излишне стар для этой должности.
Во время своего патриаршества был сосредоточен на решении финансовых вопросов Патриархата: снижении расходов, сокращении пожертвований, шествия с дискосом пять раз в год и отменил старый обычай делать взносы священниками и монахами в Патриархию в натуральном выражении (животные, яйца и пр.). Улучшил образование и поднял авторитет Патриархии.
В 1766 году была упразднена автокефальная сербская Печская патриархия, а в следующем году — Охридская архиепископия, которые были включены в Константинопольский патриархат.
5 ноября 1768 года ушёл на покой из-за возникших волнений. Был сослан в монастырь Великая Лавра на Афоне.
В 1770 году турецкое правительство позволить ему вернуться домой в Ферапию.
После ухода на покой патриарха Феодосия II Священный синод 17 ноября 1773 года избрал Самуила Константинопольским патриархом вопреки его воле.
Его второе пребывание на патриаршей кафедре длилось около года. Попытался решить проблему «Колливадов», избрав более жёсткую политику, чем его предшественник.
24 декабря 1774 года он был смещён во второй раз и сослан сперва на Афон, а затем на остров Халки, где скончался 10 мая 1775 года. Похоронен в церкви святого Николая на острове Халки.